# معالجة بدرجة حرارة عالية

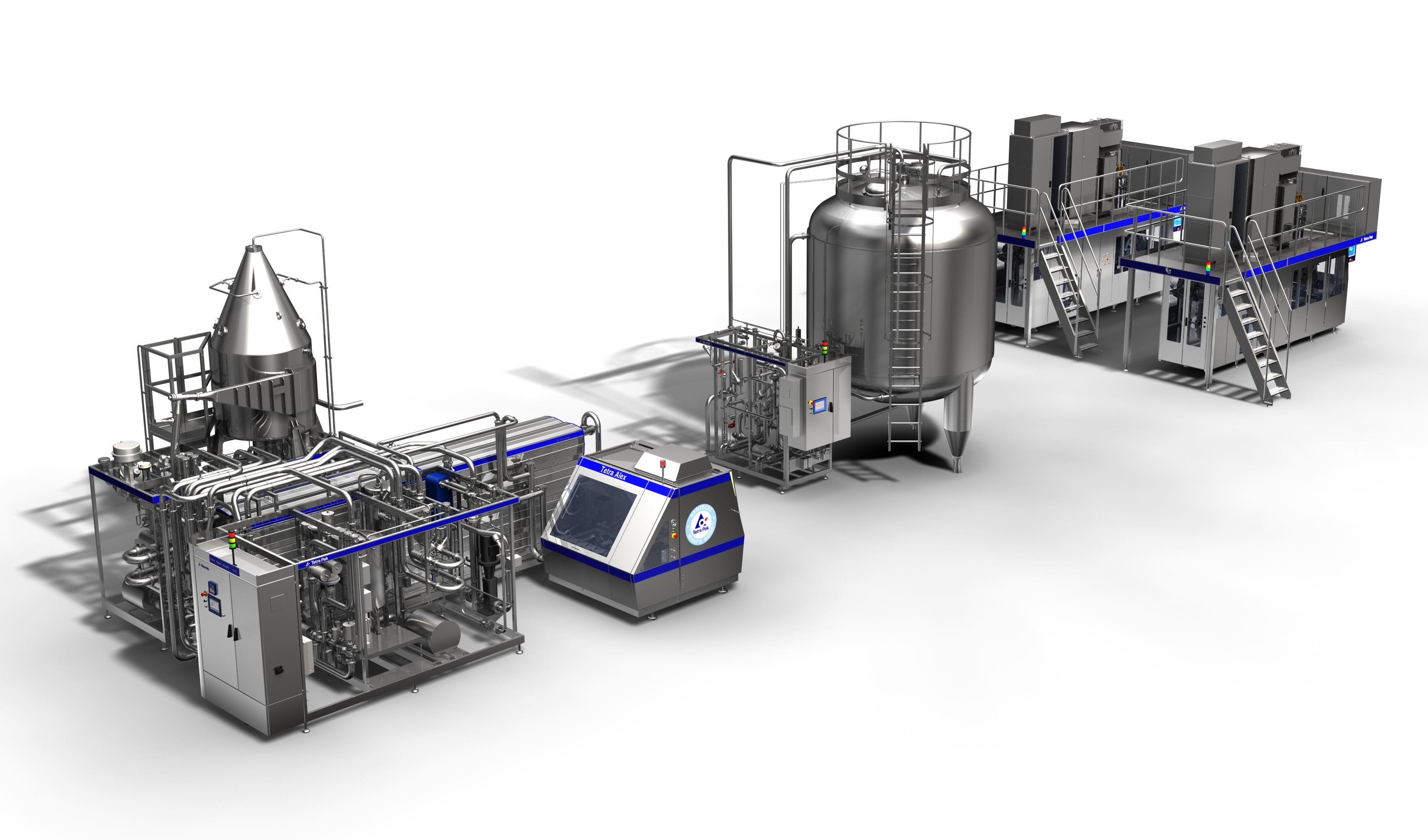

المعالجة بالحرارة العالية (UHT)، المعالجة فائقة الحرارة، أو البسترة الفائقة  هي تكنولوجيا معالجة الأغذية والتي تعقم الأغذية السائلة، الحليب بشكل رئيسي، عن طريق تسخينها فوق 135 درجة مئوية (275 درجة فهرنهايت) - درجة الحرارة المطلوبة لقتل الجراثيم في الحليب- لمدة 1-2 ثانية.  
تُستخدم هذه العملية بشكل شائع في إنتاج الحليب، ولكن يتم استخدام هذه العملية أيضًا في عصائر الفاكهة، والقشدة، وحليب الصويا، واللبن الزبادي، والنبيذ، والحساء، والعسل، واليخني. طُور الحليب المعقم UHT لأول مرة في ستينيات القرن العشرين وأصبح متاحًا بشكل عام للاستهلاك في السبعينيات.
الحرارة المستخدمة خلال هذه العملية يمكن أن تسبب بعض السمرة وتغيير في طعم ورائحة منتجات الألبان. عملية بديلة هي البسترة HTST (درجة حرارة عالية / وقت قصير)، حيث يتم تسخين الحليب إلى 72 درجة مئوية (162 درجة فهرنهايت) لمدة لا تقل عن 15 ثانية.
إن حليب UHT المعبأ في حاوية معقمة، إذا لم يتم فتحه، له عمر تخزين غير منتظم لمدة ستة إلى تسعة أشهر. في المقابل، يمتلك الحليب المبستر HTST مدة صلاحية تبلغ حوالي أسبوعين من المعالجة، أو حوالي أسبوع واحد من طرحه للبيع.

## التاريخ
التقنية الأكثر شيوعًا لتوفير الحليب الآمن والمستقر هي المعالجة الحرارية. تم تصنيع أول نظام للتدفئة غير المباشرة مع تدفق مستمر (125 درجة مئوية لمدة 6 دقائق) في عام 1893.
في عام 1912، تم تسجيل براءة اختراع طريقة التسخين المباشر: التسخين المباشر لخلط البخار مع الحليب عند درجات حرارة من 130 إلى 140 درجة مئوية. ومع ذلك، فبدون وجود أنظمة تغليف معقمة متاحة تجارياً لحزم وتخزين المنتج، لم تكن هذه التكنولوجيا مفيدةً في حد ذاتها، وتوقفت عملية التطوير إلى الخمسينات.
في عام 1953، ابتكرت شركة APV تقنية الحقن بالبخار، والتي تتضمن الحقن المباشر للبخار من خلال فوهة مصممة خصيصًا لرفع درجة حرارة المنتج على الفور، تحت اسم العلامة التجارية Uperiser. تم تعبئة الحليب في علب معقمة. في الستينيات، أطلقت APV أول نظام تسريب بخاري تجاري تحت اسم العلامة التجارية Palarisator.
في السويد، أطلقت Tetra Pak كرتون من الورق المقوى رباعي السطوح في عام 1952.
وقد حققت طفرة تجارية في الستينيات، بعد التقدم التكنولوجي، الذي يجمع بين تجميع الكرتون وتقنيات التعبئة المعقمة، يليه التوسع الدولي.
في المعالجة المعقمة، يتم تعقيم المنتج والحزمة بشكل منفصل ثم تجميعها وإغلاقها في جو معقم، على النقيض من التعليب، حيث يتم الجمع بين المنتج والحزمة أولاً ثم يتم تعقيمهما.

## التقنية
يتم إجراء هذه المعالجة في مصانع إنتاج معقدة، والتي تؤدي عدة مراحل من معالجة الأغذية وتعبئتها تلقائيًا وبشكل متتابع:
- تسخين.
- تبريد سريع.
- التجانس.
- التغليف المعقم.

في مرحلة التسخين، يتم تسخين السائل المعالج أولاً إلى درجة حرارة غير حرجة (70-80 درجة مئوية للحليب)، ثم يتم تسخينه بسرعة إلى درجة الحرارة المطلوبة في العملية. هناك نوعان من تقنيات التدفئة: مباشر: حيث يتم وضع المنتج في اتصال مباشر مع البخار الساخن، وغير مباشر: حيث يبقى المنتج ووسيلة التسخين مفصولتين عن الأسطح الملامسة للمعدات. الأهداف الرئيسية للتصميم، سواء من جودة المنتج أو من وجهة نظر الكفاءة، هي الحفاظ على درجة حرارة المنتج العالية لأقصر فترة ممكنة، ولضمان أن تكون درجة الحرارة موزعة بالتساوي في جميع الأنحاء.

## أنظمة التدفئة المباشرة
تتميز الأنظمة المباشرة بميزة الاحتفاظ بالمنتج عند درجة حرارة عالية لفترة زمنية قصيرة، وبالتالي تقليل الضرر الحراري للمنتجات الحساسة مثل الحليب. هناك مجموعتان من الأنظمة المباشرة:
- يعتمد على الحقن، حيث يتم حقن بخار الضغط العالي في السائل. إنها تسمح بالتدفئة والتبريد بسرعة، ولكنها مناسبة فقط لبعض المنتجات. نظرًا لأن المنتج يتلامس مع فوهة التسخين الساخنة، فهناك احتمال لارتفاع درجة الحرارة المحلي.
- يعتمد على التسريب ، حيث يتم ضخ السائل من خلال فوهة إلى غرفة ذات بخار عالي الضغط بتركيز منخفض نسبياً، مما يوفر مساحة اتصال كبيرة على السطح. هذه الطريقة تحقق تدفئة وتبريد شبه فوريين وحتى توزيع درجة الحرارة، وتجنب ارتفاع درجة الحرارة المحلي. إنها مناسبة للسوائل ذات اللزوجة المنخفضة والعالية.

## أنظمة التدفئة غير المباشرة
في الأنظمة غير المباشرة، يتم تسخين المنتج عن طريق مبادل حراري متين شبيه بتلك المستخدمة في البسترة. ومع ذلك، مع تطبيق درجات حرارة أعلى، من الضروري استخدام ضغوط أعلى من أجل منع الغليان. هناك ثلاثة أنواع من المبادلات تستخدم:
- مبادلات صفائح
- مبادلات أنبوبيه
- مبادلات سطحية.

للحصول على كفاءة أعلى، يتم استخدام الماء المضغوط أو البخار كوسيلة لتسخين المبادلات نفسها، مصحوبة بوحدة التجديد التي تسمح بإعادة استخدام المتوسط وتوفير الطاقة.

## التبريد السريع
بعد التسخين، يتم تمرير المنتج الساخن إلى أنبوب القابضة ثم إلى غرفة التفريغ، حيث يفقد فجأة درجة الحرارة ويتبخر. تعمل هذه العملية، على تقليل خطر حدوث ضرر حراري، أو إزالة بعض أو كل المياه الزائدة التي يتم الحصول عليها من خلال التلامس مع البخار، وإزالة بعض المركبات المتطايرة التي تؤثر سلبًا على جودة المنتج. يتم تحديد معدل التبريد وكمية المياه التي يتم إزالتها من خلال مستوى الفراغ، والذي يجب معايرته بعناية.

## التجانس
التجانس هو جزء من عملية محددة للحليب. التجانس هو علاج ميكانيكي يؤدي إلى تقليل الحجم، وزيادة عدد ومساحة السطح الكلية، من كريات الدهون في الحليب. وهذا بدوره يقلل من ميل الحليب لتشكيل الكريمة على السطح وعلى الاتصالات مع الحاوية، ويعزز استقراره، ويجعله أكثر قبولا للمستهلكين.

## التغليف المعقم
يشير التغليف العقيم إلى التقنية التي يتم فيها تعبئة الحليب المعقم مسبقًا في عبوة معقمة وإغلاقها بإحكام بحيث تكون مدة صلاحيتها طويلة حتى في ظل الظروف المحيطة.